# 诺因基兴县 (德国)
诺因基兴县（德語：Landkreis Neunkirchen）是德国萨尔兰州的一个县，首府諾因基興。

## 地理
诺因基兴县北面与圣文德尔县，东面与库瑟尔县（莱茵兰-普法尔茨州），南面与萨尔普法尔茨县和萨尔布吕肯地区联合体，西面与萨尔路易县相邻。